# Arthur Harris

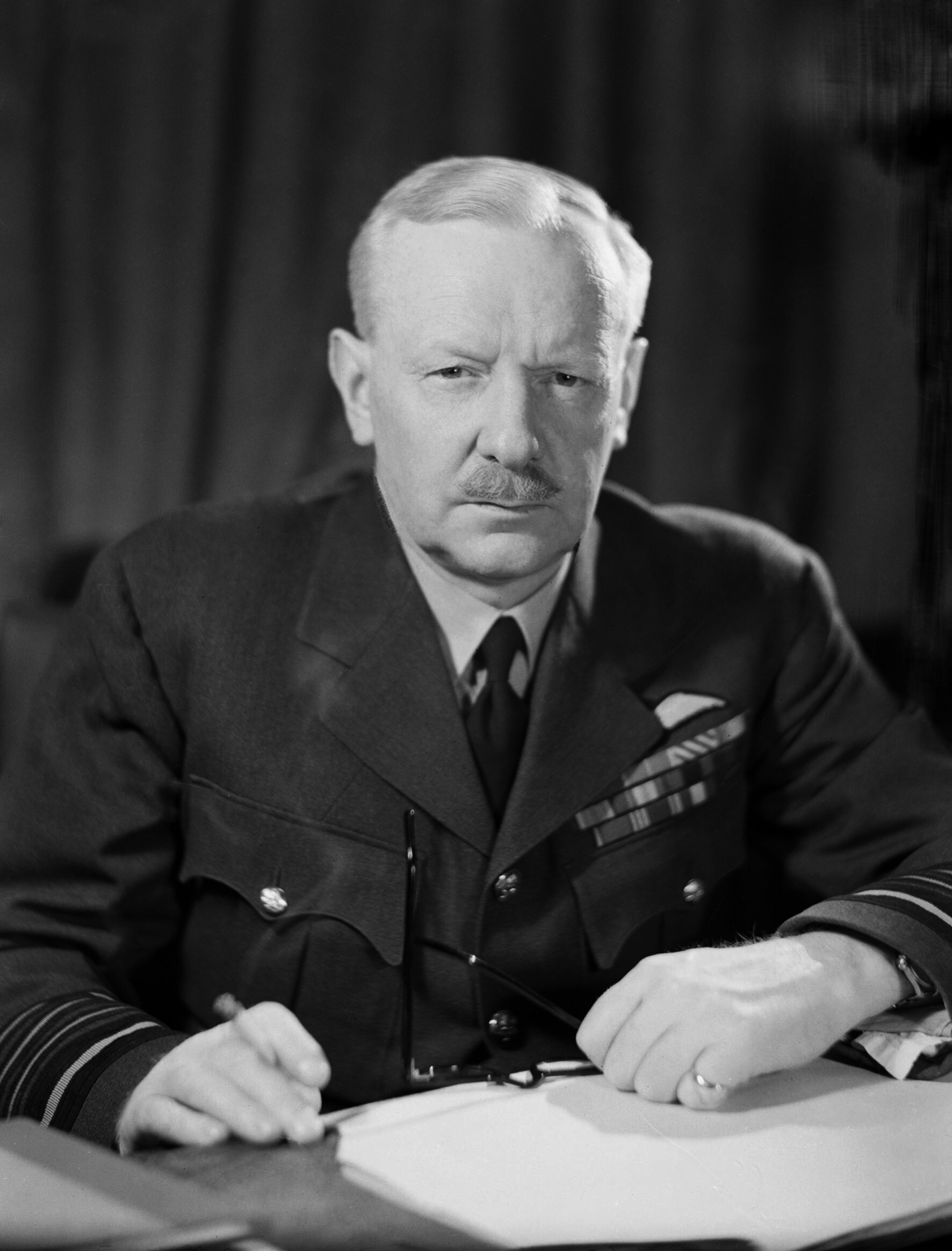
Luftmarschall Sir Arthur T. Harris, April 1944

Sir Arthur Travers Harris, 1. Baronet GCB OBE AFC, genannt Bomber-Harris, (* 13. April 1892 in Cheltenham; † 5. April 1984 in Goring-on-Thames) war ein hochrangiger Offizier der Royal Air Force, zuletzt im Rang eines Marshal of the Royal Air Force. Er war während des Zweiten Weltkriegs ab Februar 1942 Oberbefehlshaber des RAF Bomber Command und gehört wegen der von ihm angeordneten Flächenbombardements deutscher Städte zu den umstrittensten Personen des Luftkriegs im Zweiten Weltkrieg.

## Leben
Arthur Travers Harris wurde in Cheltenham während eines Urlaubs seiner Eltern geboren. Sein Vater war Angehöriger der britischen Beamtenschaft in Indien (Indian Civil Service (ICS)). Nach der Schulzeit in Dorset stand laut Biographie von Norman Longmate für Harris im Alter von 16 Jahren eine Entscheidung zwischen der Armee und den Kolonien an. Harris entschied sich 1908 für letztere. In Rhodesien war er nach eigener Auskunft mit Goldwaschen, Kutschfahrten und Landwirtschaft beschäftigt.

### Erster Weltkrieg
1914 trat er als Trompeter in das 1st Rhodesian Regiment der Britischen Armee ein. Er diente für die Südafrikanische Union im Krieg in Deutsch-Südwestafrika (heute Namibia), bevor er 1915 nach England zurückkehrte und in das neu aufgestellte Royal Flying Corps eintrat. Harris war in Frankreich und England im Einsatz und errang auf den Doppeldeckern Sopwith 1½ Strutter und Sopwith Camel fünf Luftsiege, worauf ihm das Air Force Cross (AFC) verliehen wurde. Bei Kriegsende hatte er den Rang eines Majors.

### Zwischenkriegszeit
1919 verblieb er bei der neu gegründeten Royal Air Force und wurde im April 1920 Staffelführer und Kommandant des Fliegerhorstes Digby und der No. 3 Flying Training School. Später diente er unter anderem in Britisch-Indien, in Mesopotamien und in Persien. In Mesopotamien kommandierte er ein Transportgeschwader Vickers Vernon.
1922 war Harris Führer einer Lufttransportstaffel im Irak, wo die Briten versuchten, den Widerstand der Einheimischen durch Terrorangriffe auf Städte und Dörfer zu brechen, bevor der Einsatz von Infanterie notwendig wurde. Harris hatte die Idee, alle Transportflugzeuge zusätzlich mit Bombenträgern auszustatten, „kam es doch nicht auf Präzisionsangriffe an, sondern auf eine möglichst flächendeckende Terrorisierung der Bevölkerung.“
Von 1930 an war Harris im Luftstab für den Nahen Osten tätig, wo er an der Niederschlagung verschiedener Aufstände der dortigen Bevölkerung gegen die britische Kolonialherrschaft beteiligt war. Er begründete dies damit, dass seiner Ansicht nach die Araber nur eine „Politik der harten Hand“ verstünden („The only thing the Arab understands is the heavy hand“).
Als Deputy Director of Plans setzte er sich im Air Ministry für den Aufbau einer Streitmacht schwerer statt leichter und mittlerer Bomber ein. Dort setzte er sich 1936 auch für die Idee des Seeminenabwurfs durch Flugzeuge ein.

### Zweiter Weltkrieg
1939 wurde er Kommandeur des 5. Geschwaders des Bomber Commands. Im Oktober 1940 wurde er stellvertretender Stabschef der Royal Air Force unter Charles Portal. Ab Juni 1941 war er der Leiter der Delegation der Royal Air Force in Washington, um die Lieferung von Flugzeugen im Rahmen des Leih- und Pachtgesetzes zu beschleunigen. Im Februar 1942 übernahm er das Kommando von RAF Bomber Command. Entgegen weit verbreiteter Annahme, war er nicht der Initiator der Flächenbombardements. Vielmehr erfolgte bereits am 14. Februar 1942 die Anweisung „Area Bombing Directive“ des britischen Luftfahrtministeriums an den damaligen kommissarischen Kommandeur John Baldwin. Harris verteidigte diese Anweisung als Nachfolger unbeirrbar gegen alle Versuche sie zu unterlaufen. Zum Premierminister Winston Churchill hatte er engen Kontakt und besuchte ihn häufig auf dessen Landsitz Chequers, der nicht weit von High Wycombe, dem Hauptquartier des Bomber Command,  lag.
Basierend auf dem Dehousing Paper von Frederick Lindemann, 1. Baron Cherwell, einem engen Berater Churchills, von dem die Wortschöpfung Flächenbombardements (Carpet Bombing) stammt, war Harris der Ansicht, allein durch Flächenbombardierungen der Städte das Deutsche Reich zur Kapitulation zwingen zu können.
Harris unterstützte maßgeblich die Entwicklung eines geplanten Feuersturms (Zitat A. Harris bei den Planungen des Luftangriffs auf Lübeck am 29. März 1942: „Historischer Stadtkern brennt gut“). In der ersten Welle wurden neben Spreng- und Brandbomben vor allem große Luftminen (Blockbuster – „Wohnblockknacker“) abgeworfen, die die Dächer abdeckten und Fenster zerstörten, um den Kamineffekt zu verstärken. In einer zweiten Welle wurden Brandbomben abgeworfen, die in kürzester Zeit einen Flächenbrand entstehen ließen. Dies gelang jedoch aufgrund meteorologischer und städtebaulicher Faktoren nicht immer. Die Großbrände verursachten am Boden einen derartigen Sauerstoffentzug, dass viele Opfer durch Ersticken zu Tode kamen.
Um die deutsche Flugabwehr und die nach dem sogenannten „Himmelbett-Verfahren“ arbeitende Nachtjagd, zum Beispiel entlang der Kammhuber-Linie durch lokale Überlastung zu überrumpeln, entwickelte er die Methode der Bomberströme, bei der möglichst viele Bomber auf demselben Kurs einfliegend in kurzer Zeit ein Ziel angriffen, statt einzeln und in breiter Front einzufliegen. Zur Demonstration der Wirksamkeit seines Konzeptes zog Harris im Frühjahr 1942 für die Operation Millennium alle verfügbaren Bomber zusammen, um Ende Mai mit 1047 Maschinen auf Köln den ersten „Tausend-Bomber-Angriff“ durchzuführen. Dieser Angriff war entscheidend, um die zahllosen britischen Skeptiker von der Wirksamkeit von Luftangriffen zu überzeugen und die betriebene Auflösung des Bomber Command zu verhindern.
Die technischen Voraussetzungen für präzise Schläge gegen strategische Punkte wie Fabriken für Flugzeuge, Panzer und anderes Rüstungsmaterial befanden sich in der Mitte des Krieges noch in der Entwicklung. Die schweren Verluste der Eighth Air Force bei ihren Angriffen 1943 und Anfang 1944 bestätigten sein Festhalten am Nachtangriff vorerst bis zum Einsatz von neuen amerikanischen Langstreckenbegleitjägern, wobei die Nachtangriffe der RAF durch die Schaffung der 24-Stunden-Bedrohung auch für den Erfolg der amerikanischen Tagesangriffe auf strategische Punktziele weiterhin bedeutend blieben.
Unter seiner Führung wurden von der RAF zahlreiche deutsche Städte schwer zerstört, so bei der Operation Gomorrha gegen Hamburg im Juli/August 1943, Kassel (22. Oktober 1943), Leipzig (4. Dezember 1943), Frankfurt am Main (22. März 1944), Darmstadt (11. September 1944), Braunschweig (15. Oktober 1944), Nürnberg (2. Januar 1945), Magdeburg (16. Januar 1945), Dresden am 13./14. Februar 1945 sowie Pforzheim (23. Februar 1945), Mainz (27. Februar 1945), Würzburg (16. März 1945), Hanau (19. März 1945), Hildesheim (22. März 1945) und Nordhausen (3./4. April 1945).
Bei den Flächenbombardements wurden – neben den im Stadtgebiet befindlichen Industrieanlagen – die Zivilbevölkerung und die Infrastruktur der Stadt primäres Ziel der Angriffe. Seiner Meinung nach sollten ganz bewusst zivile Ziele angegriffen werden, um die Moral und den Widerstandswillen der deutschen Bevölkerung zu brechen (sogenanntes morale bombing). Zu Beginn der Bombardierungen äußerte sich Harris zu seiner Motivation: „Die Nazis starteten (‚entered‘) den Krieg mit der ziemlich kindischen Vorstellung, dass sie jeden anderen nach Belieben bombardieren könnten und niemand würde zurückbomben. In Rotterdam, London, Warschau und an beinahe einem halben Hundert anderer Stätten führten sie ihre ziemlich naive Theorie aus. Sie säten Wind und jetzt ernten sie Sturm.“ In seinen Memoiren schrieb er später: „Trotz all dem, was in Hamburg geschehen ist, bleibt das Bomben eine relativ humane Methode.“
Neben den Bombenangriffen auf Deutschland wurden insbesondere in Italien mehrere Großstädte bombardiert, was etwa in Mailand, Neapel und Palermo beträchtliche Schäden auch in Wohngebieten verursachte.

### Nach dem Krieg

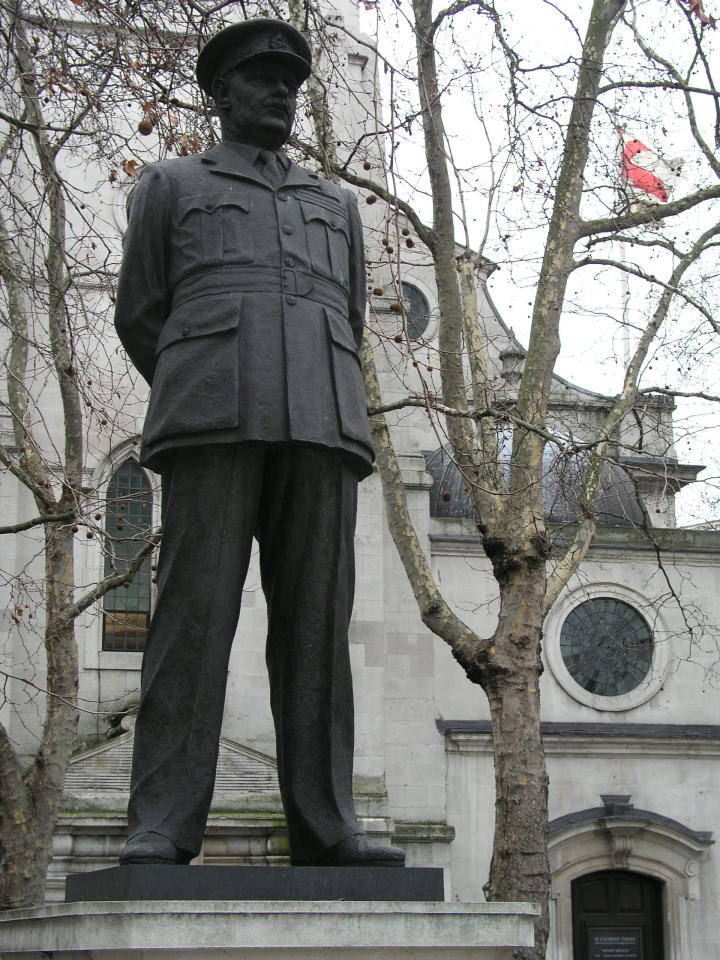
Denkmal für Arthur Harris in London

Am 15. September 1945 schied Harris im Streit mit dem neuen Premierminister Clement Attlee aus der Royal Air Force aus und zog sich verbittert nach Südafrika zurück. Seine Ehrungen durch die Ernennung zum erblichen Baronet, of Chipping Wycombe in the County of Buckingham, am 24. Januar 1953 (eine Erhebung zum Peer hatte er abgelehnt) sowie die Enthüllung eines von Veteranen finanzierten Denkmals 1992 vor der Kirche St Clement Danes in London durch die Königinmutter Elizabeth waren in der britischen Bevölkerung stark umstritten. Innerhalb von 24 Stunden wurde das Denkmal mit roter Farbe überschüttet und später noch mehrfach beschädigt, woraufhin es für mehrere Monate unter Bewachung stand. In diesem Zusammenhang ist auch von Bedeutung, dass seine Luftkriegsstrategie für die Besatzungen der Flugzeuge verlustreich war. Nahezu 45 % kehrten nicht heim, insgesamt kamen 55.573 Flieger bei den Angriffen auf Deutschland um. Auch deswegen wurde Harris oft „Butcher“ (englisch für Metzger oder Schlächter) genannt.

### Militärhistorische Wertung
Die historische wie rechtliche Qualifizierung der alliierten Luftkriegsstrategie und damit der Position Harris’ wird unterschiedlich bewertet. Nach sachlichen oder militärischen Kriterien war die gezielte Zerstörung von Wohngebieten und Innenstädten umstritten. Zwar waren militärisch gesehen die strategischen Folgen des Luftkriegs allgemein erheblich, da angesichts der Angriffe die deutsche Rüstungsproduktion zu umfangreichen produktionsbehindernden Verlagerungen gezwungen wurde – laut Albert Speer führten die alliierten Luftangriffe bei den Luftfahrzeugen zu einer Halbierung der möglichen Produktion. Über eine Million Soldaten wurden bei der Flakartillerie eingesetzt und fehlten dadurch an den Fronten, zusätzlich wurde eine halbe Million Behelfspersonal herangezogen, darunter viele Jugendliche als Flakhelfer.
All dies war aber in erster Linie auf die gegen die Rüstungsindustrie geführten Tagangriffe der USAAF und nicht auf die gegen die Zivilbevölkerung gerichteten und von Arthur Harris verantworteten Nachtangriffe der Royal Air Force zurückzuführen. Die bekanntesten Einsätze des Bomber Command außerhalb von Harris’ Strategie waren: Die Angriffe auf die Talsperren (Operation Chastise), die Versenkung des Schlachtschiffs Tirpitz (November 1944), die Bombardierung von U-Boot-Bunkern der Kriegsmarine an der französischen Atlantikküste und die Zerstörung von Anlagen des deutschen V-Waffen-Programms (Operation Hydra, Éperlecques, Mimoyecques) sowie die direkte taktische Unterstützung während der Landung alliierter Truppen in der Normandie (Operation Overlord).
Harris hat seinen Standpunkt insbesondere in seinem Buch Bomber Offensive dargestellt, das seinen Lebensweg beschreibt. Er argumentiert, das nationalsozialistische Deutschland habe damit begonnen, die Zivilbevölkerung zum Objekt von Terrorangriffen zu machen (Guernica, Coventry, Rotterdam, Warschau, London). Aufgabe der britischen Verantwortlichen sei es gewesen, für ein schnelleres Ende des Krieges zu sorgen und eigene Opfer zu vermeiden, die etwa ein Landkrieg oder Stellungskrieg wie im Ersten Weltkrieg mit sich gebracht hätte. Vor dem Eintritt der Vereinigten Staaten in den Krieg (Dezember 1941) beziehungsweise vor dem D-Day, der alliierten Landung in der Normandie am 6. Juni 1944, hätte angesichts der Insellage Großbritanniens einzig die Offensivstrategie des Bomber Commands der Royal Air Force die Sicherheit des Vereinigten Königreichs garantieren können.
Des Weiteren unterstreicht Harris die Bedeutung der Luftunterstützung für einen erfolgreichen Einsatz von Landtruppen. Er verweist zum Vergleich auf die deutsche Blitzkriegstrategie zu Beginn des Krieges, bei der das schnelle Vordringen des Heeres, insbesondere der Panzer, nur aufgrund massiver und rasch abrufbarer Luftunterstützung (Bomber und Jagdflieger) möglich gewesen sei. Die Tatsache, dass die deutsche Luftwaffe gegen Ende des Krieges zum großen Teil zerstört oder durch die Verteidigung des eigenen Territoriums gegen die alliierten Bomber gebunden war, habe dazu geführt, dass dem deutschen Heer die notwendige Unterstützung durch die Luftwaffe fehlte. Die alliierte Luftüberlegenheit habe den britischen und US-amerikanischen Truppen sowie der Roten Armee entscheidend geholfen, die Deutschen zurückzudrängen.

## Ehen und Nachkommen
In erster Ehe heiratete Harris 1916 Barbara Daisy Kyrle Money (* 1893). Aus dieser Ehe, die 1935 geschieden wurde, hatte er drei Kinder:
- Sir Anthony Travers Kyrle Harris, 2. Baronet (1918–1996);
- Marigold Patricia Harris (1920–2001), ⚭ 1946 Robert William Armitage;
- Rosemary Jeanne Harris (1923–2019), Autorin.

In zweiter Ehe heiratete er 1938 Thérèse Hearne. Mit ihr hatte er eine Tochter:
- Jacqueline Jill Harris (* 1939), ⚭ 1960 Hon. Nicholas Assheton (1934–2012), Sohn des 1. Baron Clitheroe.

## Sonstiges
In dem 1954 gedrehten britischen Spielfilm Mai 1943 – Die Zerstörung der Talsperren (The Dam Busters) von Michael Anderson wird Arthur T. Harris von Basil Sydney dargestellt.
Der Ausruf Bomber Harris do it again! war eine Aktion der 23-jährigen Studentin und damaligen Piraten-Politikerin Mercedes Reichstein auf Twitter, mit der sie nach eigenen Angaben ihrem Protest gegen die rechte Pegida-Bewegung Ausdruck verleihen wollte.

## Auszeichnungen
- Air Force Cross, 1918[14]
- Order of the British Empire, 1927[15]
- Suworow-Orden (UdSSR), 1944[16]
- Order of the Bath, 1945[17]
- Legion of Merit (USA), 1945[18]
- Nationaler Orden vom Kreuz des Südens (Brasilien), 1945[19]
- Orden Polonia Restituta (Polen), 1945[20]
- Air Force Distinguished Service Medal (USA), 1946[21]
- Ehrenlegion (Frankreich)[22]
- Croix de guerre 1939–1945 (Frankreich)[23]

## Schriften
- Bomber offensive. Collins, London 1947.
- Despatch on war operations, 23rd February, 1942, to 8th May, 1945. F. Cass, London/Portland 1995, ISBN 0-7146-4692-X.